# Cosuenda
Cosuenda é um município da Espanha na província de Saragoça, comunidade autónoma de Aragão. Tem 31,5 km² de área e em 2021 tinha 335 habitantes (densidade: 10,6 hab./km²).

## Demografia
| Variação demográfica do município entre 1991 e 2004 | Variação demográfica do município entre 1991 e 2004 | Variação demográfica do município entre 1991 e 2004 | Variação demográfica do município entre 1991 e 2004 |
| --------------------------------------------------- | --------------------------------------------------- | --------------------------------------------------- | --------------------------------------------------- |
| 1991                                                | 1996                                                | 2001                                                | 2004                                                |
| 449                                                 | 431                                                 | 410                                                 | 392                                                 |